# Poul Hjermind
Poul Hjermind (født Nielsen 1. august 1910 i Næstved, død 23. november 1983) var en dansk advokat (H) og politiker, der var medlem af Folketinget for Det Konservative Folkeparti fra 1943 til 1947. Han var desuden medlem af Frederiksberg Kommunalbestyrelse og landsformand for Konservativ Ungdom. 

## Liv
Poul Hjermind blev i 1928 student fra Herlufsholm og tog juridisk embedseksamen i 1935 fra Københavns Universitet. Han fik advokatbestalling i 1938, fik møderet for landsretten i 1939 og for Højesteret i 1954.
Derudover havde han en række bestyrelsesposter i foreninger og virksomheder, heriblandt Foreningen Norden, Toms Fabrikker, Århus Stiftstidende, Fritz Schur A/S, Det Danske Teater, Frelsens Hær og Krogerup Højskole.
Foruden Dannebrogordenen modtog han også flere udenlandske ordner.
Poul Hjermind er stedt til hvile på Frederiksberg Ældre Kirkegård med sin hustru, Erna Hjermind.

## Politisk karriere
Poul Hjermind var formand for Konservative Studenter og Studenterforeningens Konservative fra 1934 til 1938. Han blev medlem af hovedbestyrelsen for Konservativ Ungdom (KU) i 1934 og af KU's forretningsudvalg i 1939. Han var landsformand for Konservativ Ungdom fra 1940 til 1942. Han blev også medlem af Det Konservative Folkepartis hovedbestyrelse i 1940.
Hjermind stillede op til Folketinget for Det Konservative Folkeparti i Søndre Storkreds ved valget i 1935 og i Frederiksborg Amtskreds ved valget i 1938, men begge gange uden at blive valgt. Det lykkedes ham at blive valgt til Folketinget i Maribo Amtskreds ved folketingsvalget 1943 og genvalgt i 1945. Han genopstillede ikke ved folketingsvalget i 1947. Han var formand for Den Konservative Klub fra 1945 til 1947.

## Sympati for Nazi-Tyskland
Som ung konservativ erklærede Poul Hjermind i 1933 sin sympati for nazismen: "Vi nægter ikke, at vi i adskilligt sympatiserer med nationalsocialismen, thi vi unge forstår vore jævnaldrende i Tyskland, og havde vi været tyskere, ville vi vel næsten alle have stået i de brune batailloner," sagde han.
I 1933 blev han sammen med en anden konservativ studenterpolitiker, Niels Erik Wilhelmsen, inviteret til Nazi-Tyskland. De to berettede om deres oplevelser i medlemsbladet Studium i juni 1933, hvor de afviste alle beskyldninger om mishandling og undertrykkelse samt forfølgelse. I stedet mente de, at Hitler havde reddet Europa fra ”den moderne asiatiske fare”. De besøgte også en koncentrationslejr, som de fandt var præget af orden, punktlighed og god hygiejne. "Mishandlinger så vi da også. Det skete nu og da at de lidt mere trodsige kunne hente nogle knubs men hvad gør det?", skrev de. Poul Hjermind rundede indlægget i Studium af med at konkludere, at dansk konservatisme kunne lære af både tysk nationalisme og italiensk fascisme.
Han erkendte dog i 1934, at Danmark ikke havde forudsætningerne for et nazistisk system med jødeforfølgelser.
21. marts 1944 blev han udsat for et drabsforsøg, hvilket blandt andre den rigsbefuldmægtigede Werner Best blev idømt fængsel for i 1948.
Efter krigen var Poul Hjermind mere kritisk. I et angreb på Bondepartiet sagde han, at "man bør ikke kunne have været agitator for nazismen uden at nu rammes af retfærdighedens arm".